# Carl Gustav Rodde
Carl Gustav Rodde, auch Karl Gustav Rodde (* 29. August 1830 in Danzig; † 1. März 1906 in Groß-Lichterfelde bei Berlin), war ein deutscher Veduten- und Landschaftsmaler der Düsseldorfer Schule.

## Leben
Seine künstlerische Laufbahn begann Rodde durch ein Studium an der Kunst- und Gewerkschule Danzig bei Johann Karl Schultz. 1852 wechselte Rodde auf die Kunstakademie Düsseldorf, wo er bis 1857 die Landschaftsmalerei vertiefte. Dort war er von 1852 bis 1854 Schüler von Johann Wilhelm Schirmer, von 1855 bis 1857 unterrichtete ihn dessen Nachfolger Hans Fredrik Gude. 1856 bis 1858 gehörte er dem Künstlerverein Malkasten an. Nach seiner Ausbildung in Düsseldorf verbrachte er 1857 eine Zeit in München. Von 1858 bis 1861 unternahm er dann eine Reise nach Italien, wo er 1860 eine Italienerin heiratete. Später wirkte er – unterbrochen von mehreren Reisen in das Heimatland seiner Ehefrau – in Weimar, Danzig, Düsseldorf und Berlin.

## Werke (Auswahl)

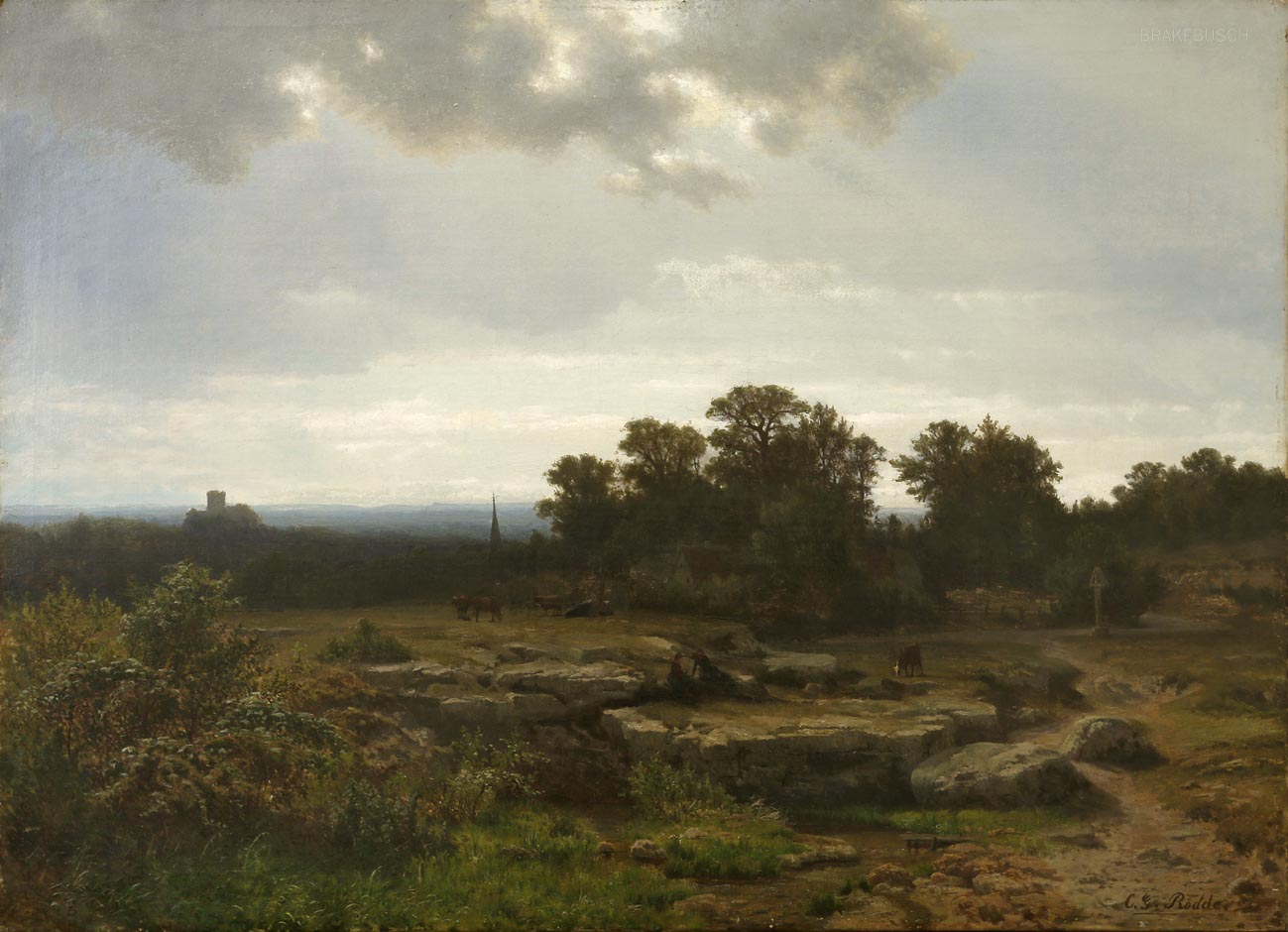
Landschaft mit verhangener Sonne

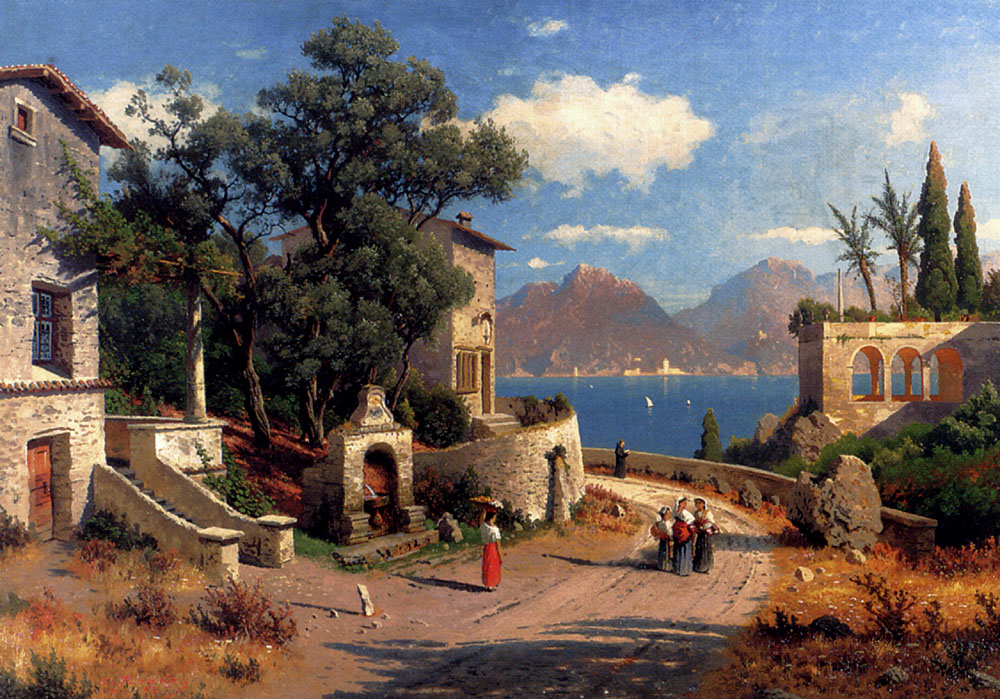
Italienisches Dorf am See, 1892

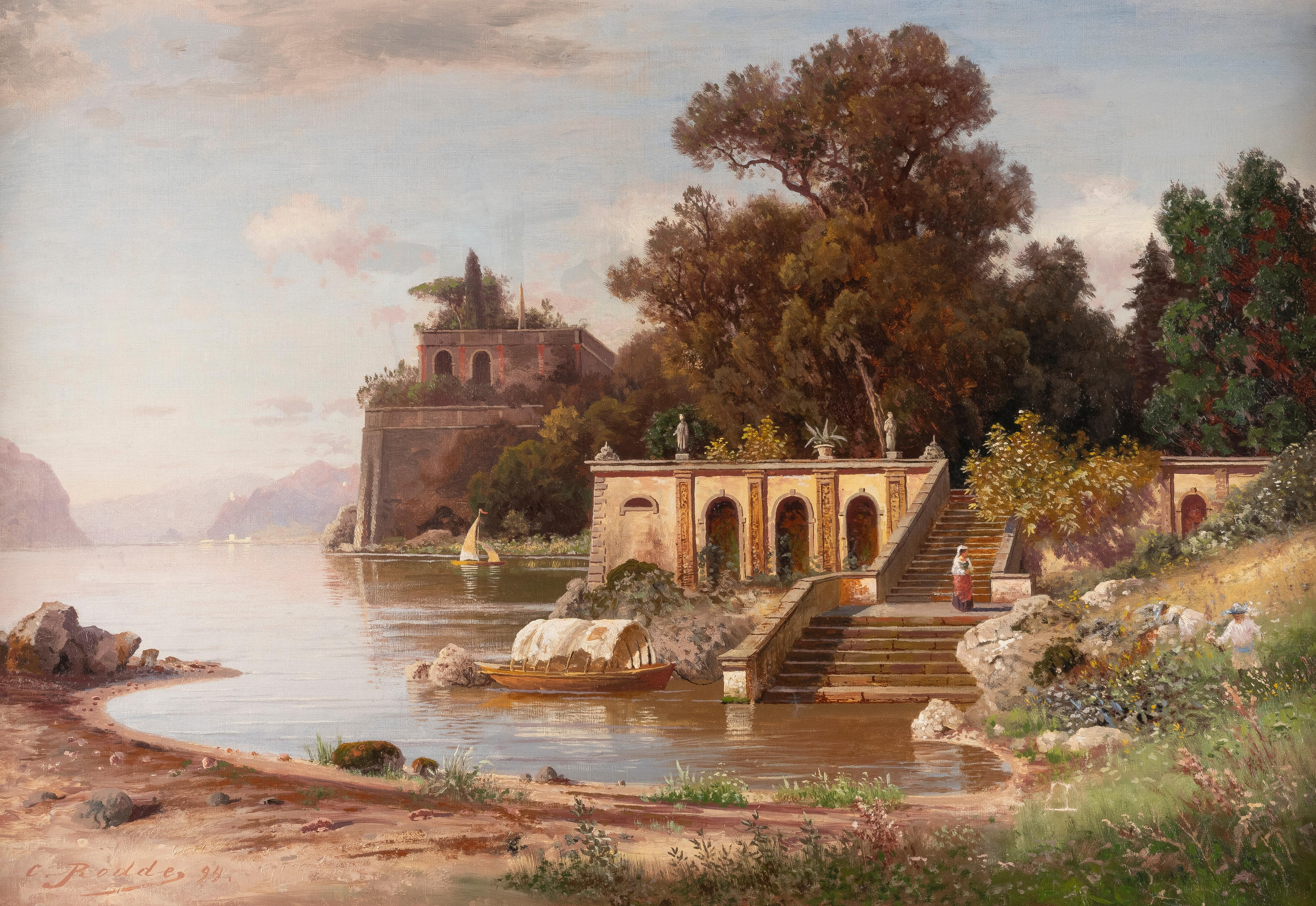
Italienische Villa am See, 1894

Anfangs malte Rodde deutsche Motive, später vorwiegend italienische Landschaften.
- Gotisches Rathaus und vorderer Teil des Langen Marktes in Danzig, 1852
- Westfälische Landschaft, 1855
- Landschaft mit Schloss und Dorf, 1856
- Flusslandschaft bei Sonnenuntergang, 1857
- Landschaft mit verhangener Sonne[3]
- Die Wartburg
- Deutsche Heide
- Talesstille (Ansicht der Talschlucht bei Fachingen an der Lahn), 1878
- Der Petersdom von der Villa Doria Pamphili aus gesehen
- Der Nemisee, 1883
- Abendstimmung am See, 1886
- Italienisches Dorf am See, 1892
- Italienische Villa am See, 1894